# Tetrapleura (djur)
Tetrapleura är ett släkte av tvåvingar inom familjen fläckflugor (Ulidiidae). Släktet omfattar två arter och beskrevs 1868 av Ignaz Rudolph Schiner. 
Arter enligt Catalogue of Life:
- Tetrapleura limbatofasciata
- Tetrapleura picta